# Berliner Straße 17 (Esslingen)

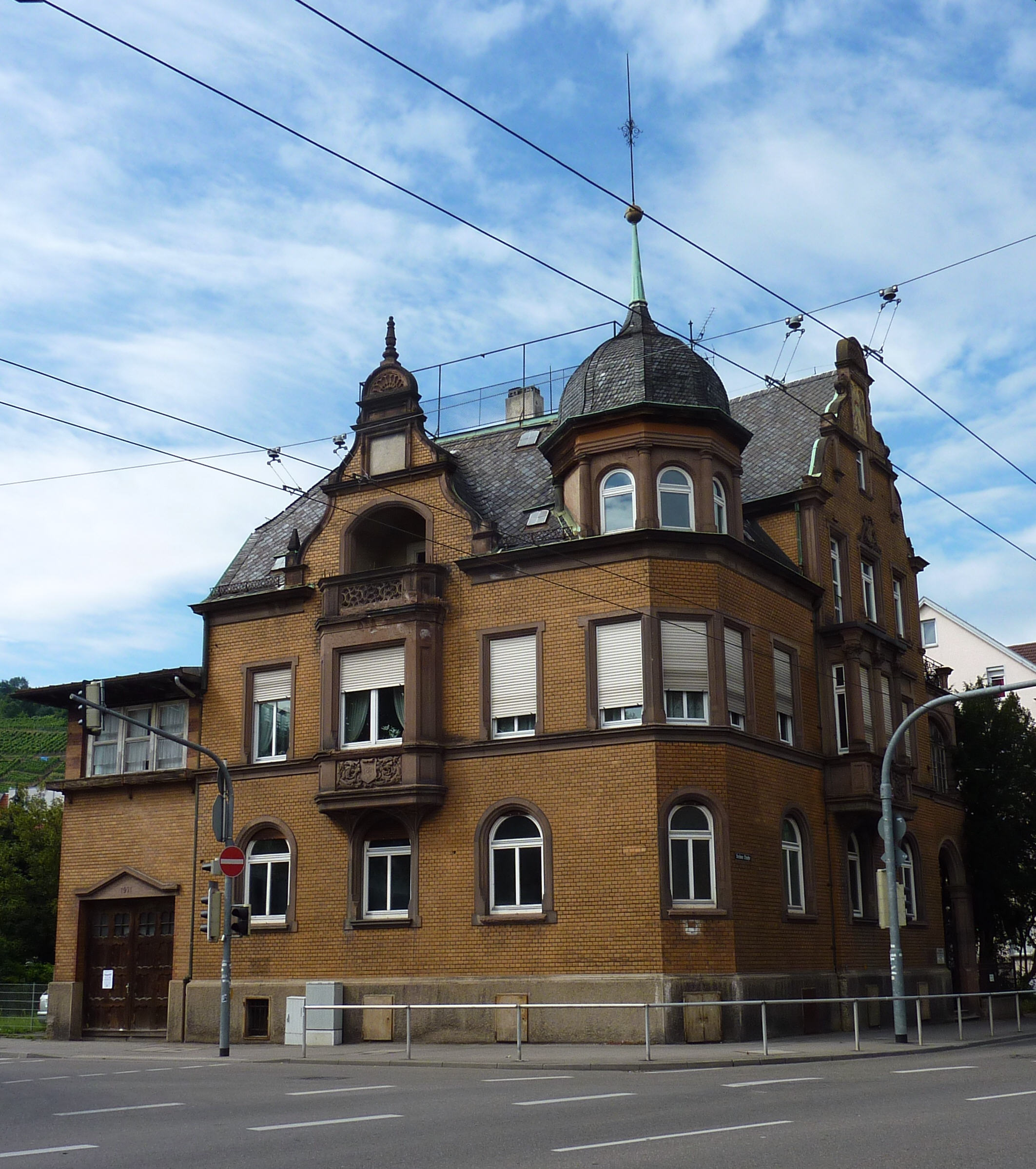
Berliner Straße 17

Das Wohnhaus Berliner Straße 17, auch Villa Schmückle genannt, in Esslingen am Neckar wurde 1897 nach Entwürfen des Architekten Hermann Falch für die Privatiere und Witwe Rosa Schmückle an der Ecke Berliner Straße und Martinstraße errichtet.

## Beschreibung und Geschichte
Die Ecklage des Hauses wird durch einen Turmaufbau mit welscher Haube betont. Das Gebäude ist asymmetrisch gestaltet; es besitzt eine Arkadenloggia, Sichtmauerwerk mit Sandsteinrahmungen und Reliefschmuck. Im Inneren sind Terrazzoböden, Stuckverzierungen und mehrere farbige Bleiglasfenster erhalten geblieben. 
Auf die einstige Besitzerin weisen die Initialen R. S. im Wappenstein hin; einer der Schweifgiebel ist mit einem Adler mit dem Esslinger Stadtwappen geschmückt.
In den Jahren 1921/22 wurde Richtung Martinstraße eine Garage angebaut, die ebenfalls von Hermann Falch entworfen wurde. Der Türsturz dieser Garage ist in einer expressionistischen Zackenlinie gestaltet. Das originale Garagentor ist erhalten geblieben.
Seit 2017 steht das Gebäude leer. Zuletzt beherbergte es die Historische Bürgergarde und die Psychologische Beratungsstelle für Ehe- und Lebensberatung des Evangelischen Kirchenbezirks.

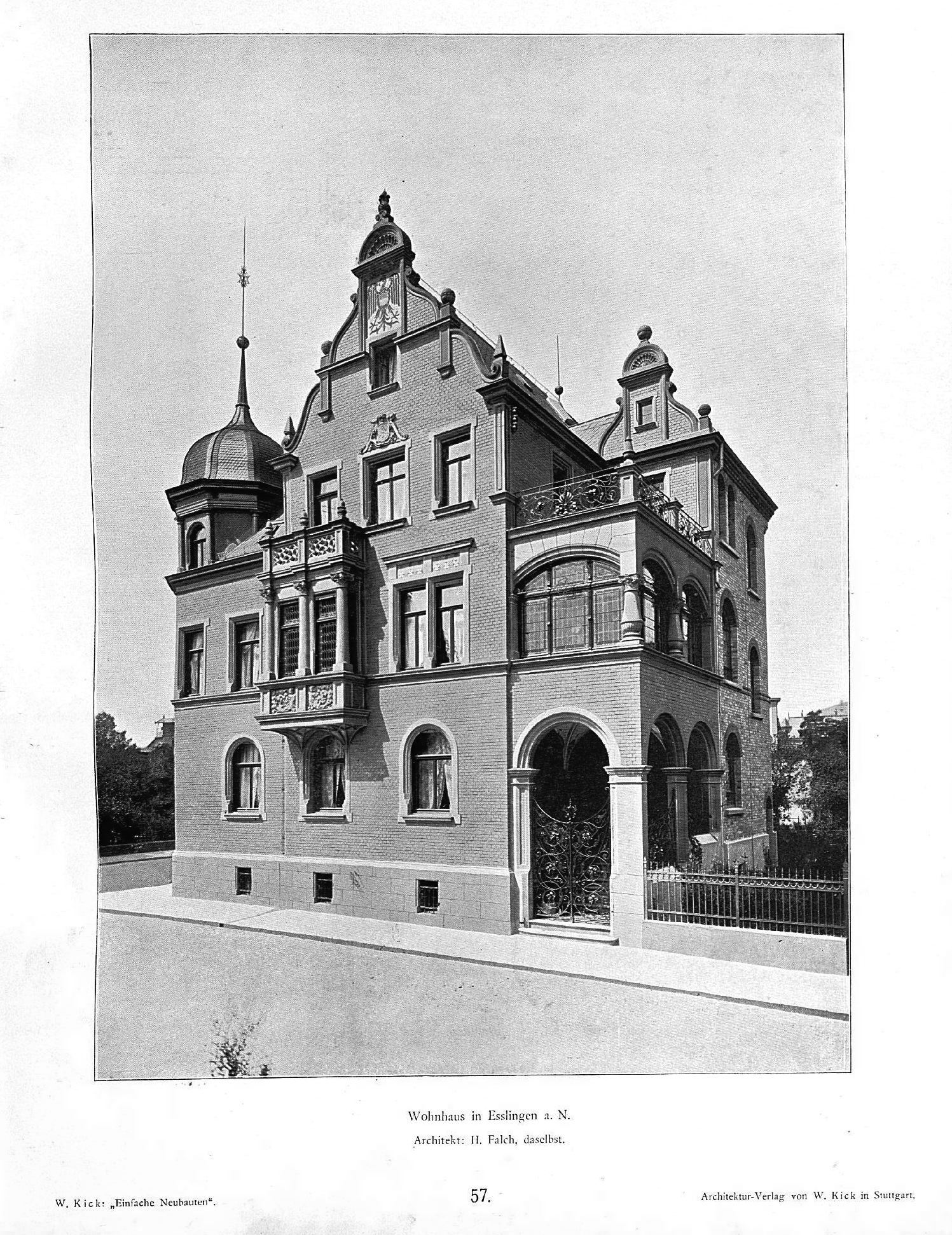
Berliner Straße 17 auf einer alten Aufnahme
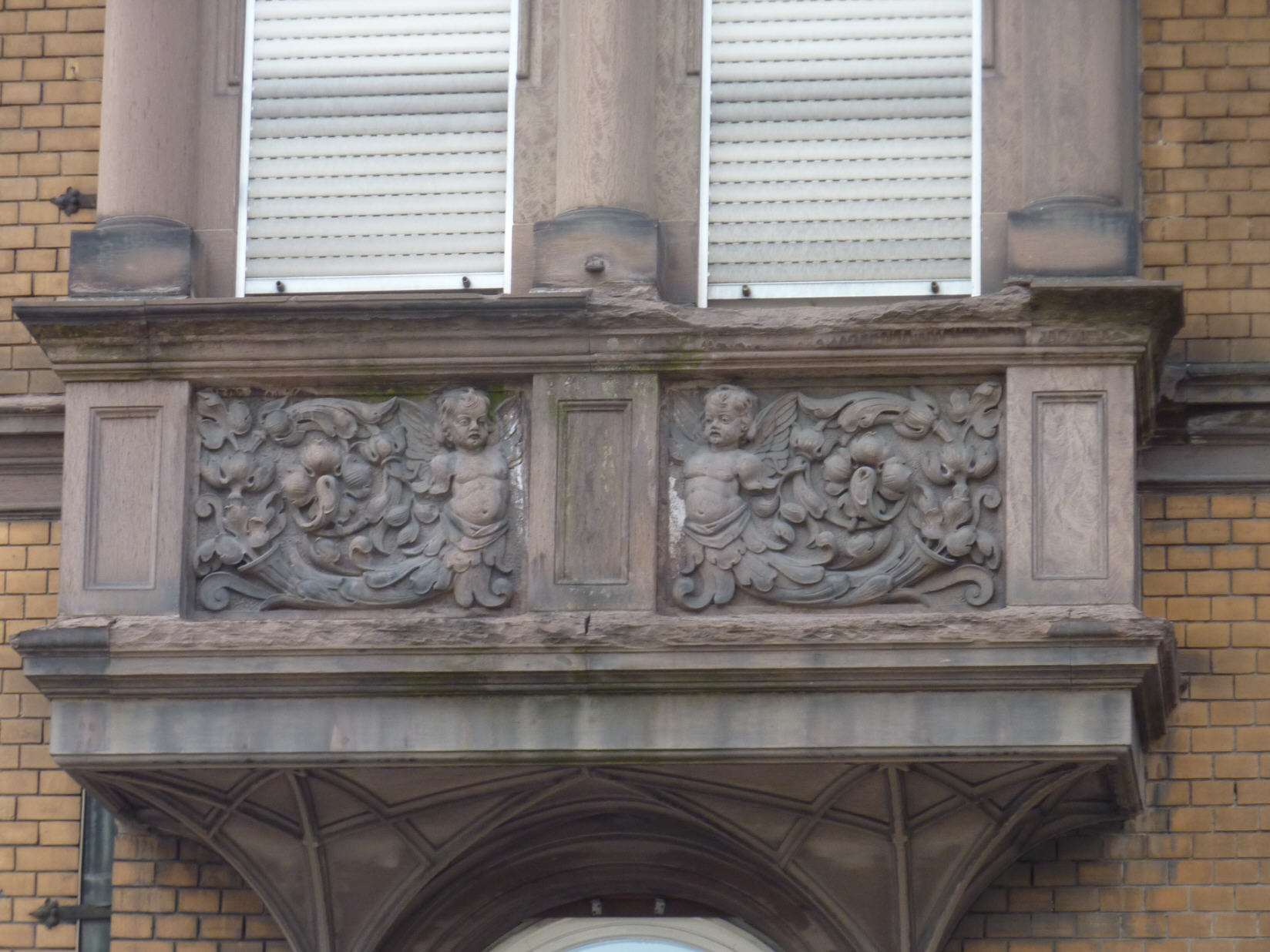
Fassadenschmuck
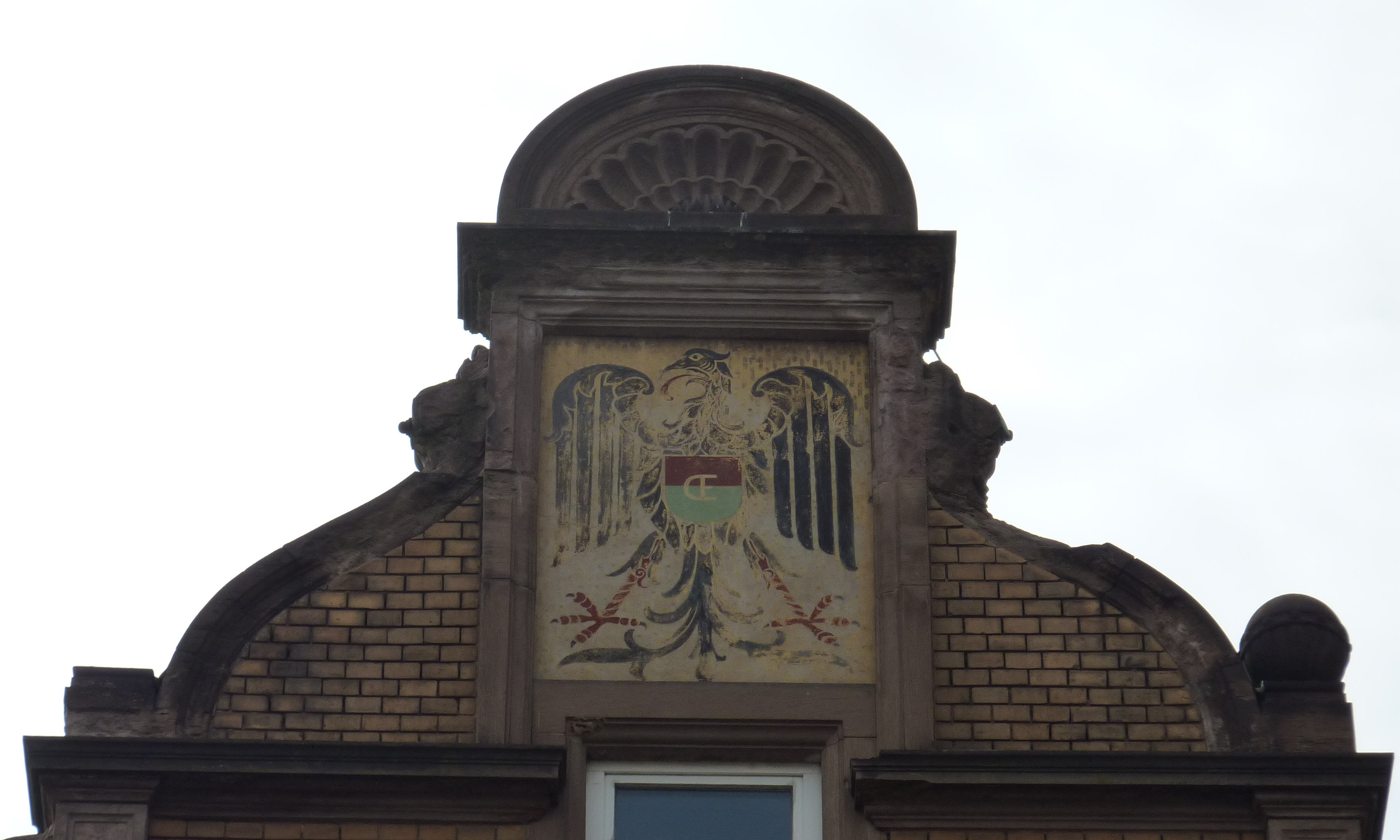
Stadtwappen als Giebelschmuck
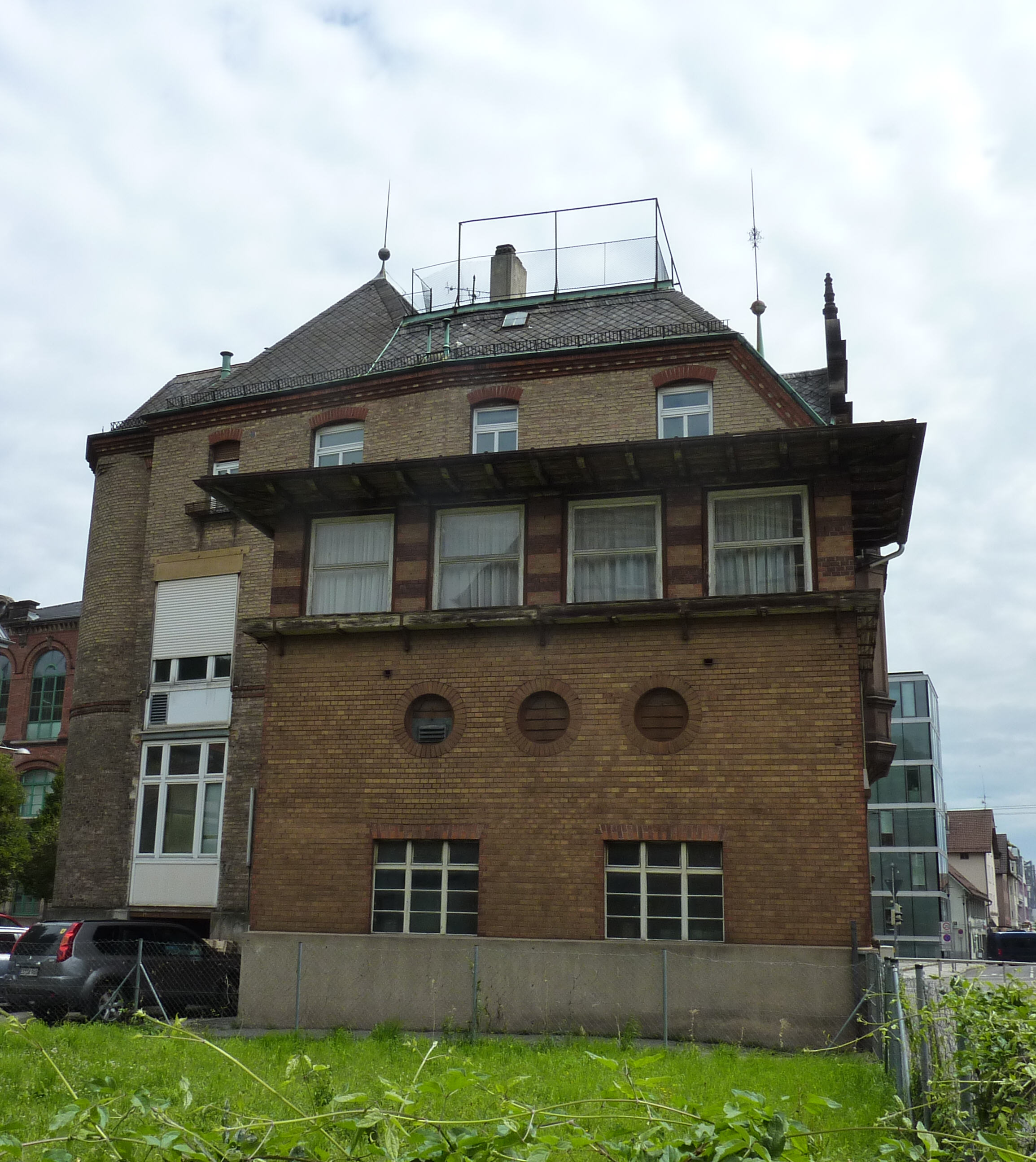
Blick auf den Garagenanbau von 1921